# Hospital Río Carrión
El Hospital General Río Carrión es un complejo hospitalario localizado en la ciudad de Palencia, en España. Forma, junto al Hospital San Telmo, el Complejo Asistencial de Palencia, que da servicio sanitario a la provincia homónima junto al centro de especialidades de Cervera de Pisuerga. Pertenece al Sacyl, servicio sanitario de la comunidad de Castilla y León y fue inaugurado en 1954.
Su ubicación será utilizada para el nuevo Hospital Universitario de Palencia, cuya finalización fue prevista para 2020. No obstante, el retraso en el inicio de las obras provocó que en julio de 2020 se anunciara que la Junta de Castilla y León rescindía el contrato con las empresas constructoras, aplazando indefinidamente la construcción del complejo.

## Historia
El hospital fue construido durante la dictadura franquista por el Instituto Nacional de Previsión, para su integración en el Seguro Obligatorio de Enfermedad e inaugurado por el general Franco el 26 de julio de 1954. Fue denominado Residencia Lorenzo Ramírez, por el capitán de la Legión Española Lorenzo Ramírez Jiménez, que tuvo una destacada participación con el ejército sublevado en la provincia de Palencia durante la guerra civil española.
En los años 1980, el complejo palentino pasó a denominarse Hospital Río Carrión, como reconocimiento del río que atraviesa la ciudad de Palencia y que recorre gran parte de la provincia. En 2001, la titularidad del hospital pasó del Estado al Sacyl, Servicio de Salud de Castilla y León. En 2010 fue inaugurado junto al edificio principal, otro pabellón destinado a consultas externas, como parte de las nuevas instalaciones.
La necesidad de unas instalaciones más modernas y funcionales propició el proyecto de un nuevo hospital en la capital palentina. Finalmente, se aprobó la construcción del nuevo Hospital Universitario de Palencia, que sustituirá paulatinamente al Río Carrión y utilizará parte de sus instalaciones. Las obras, que incluyen la demolición del hospital, comenzaron en 2015, y su finalización estaba prevista para 2020.

## Distribución

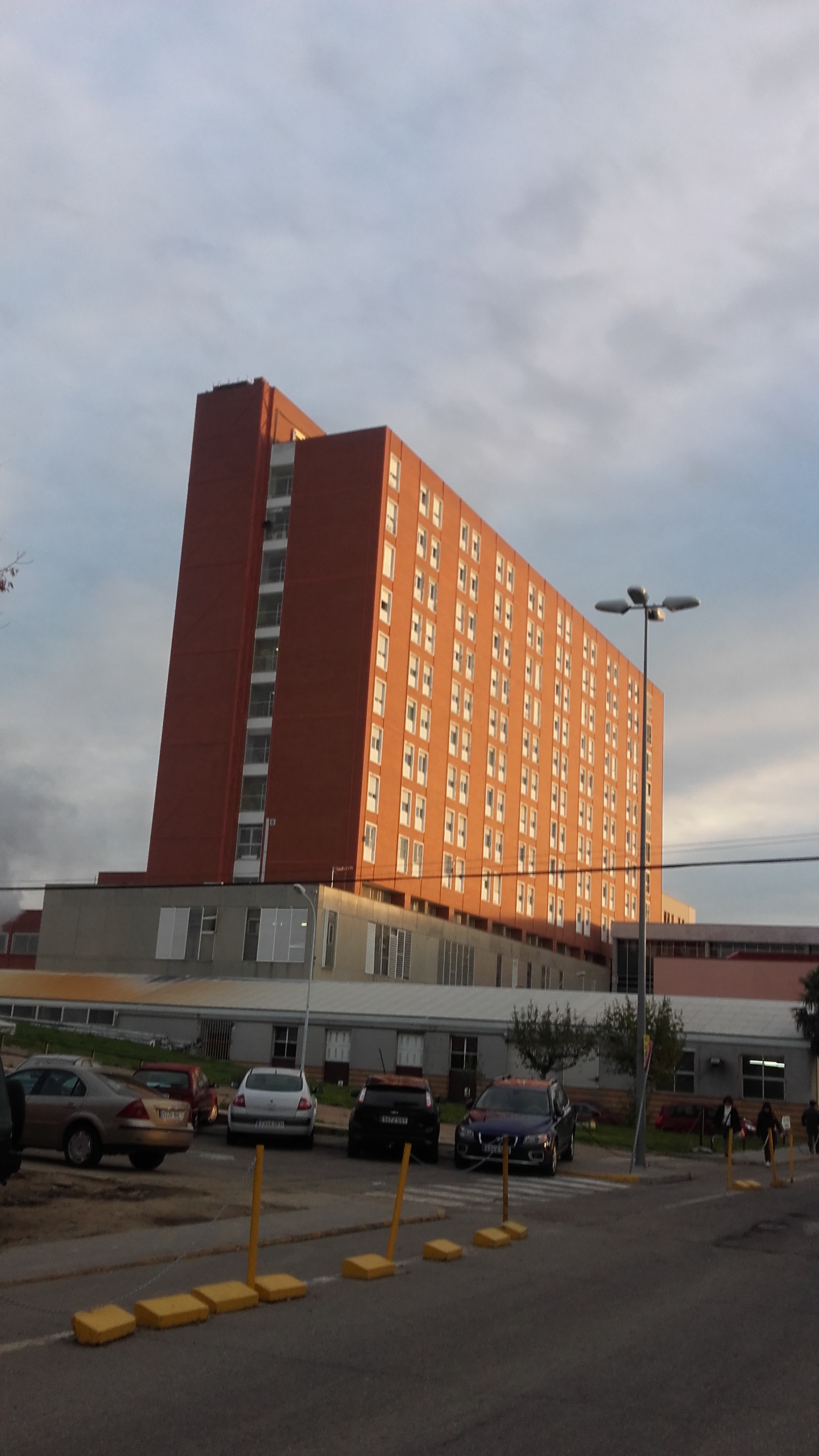
El edificio primitivo del hospital, inaugurado en 1954. Está prevista su demolición para ser sustituido por unas instalaciones más modernas

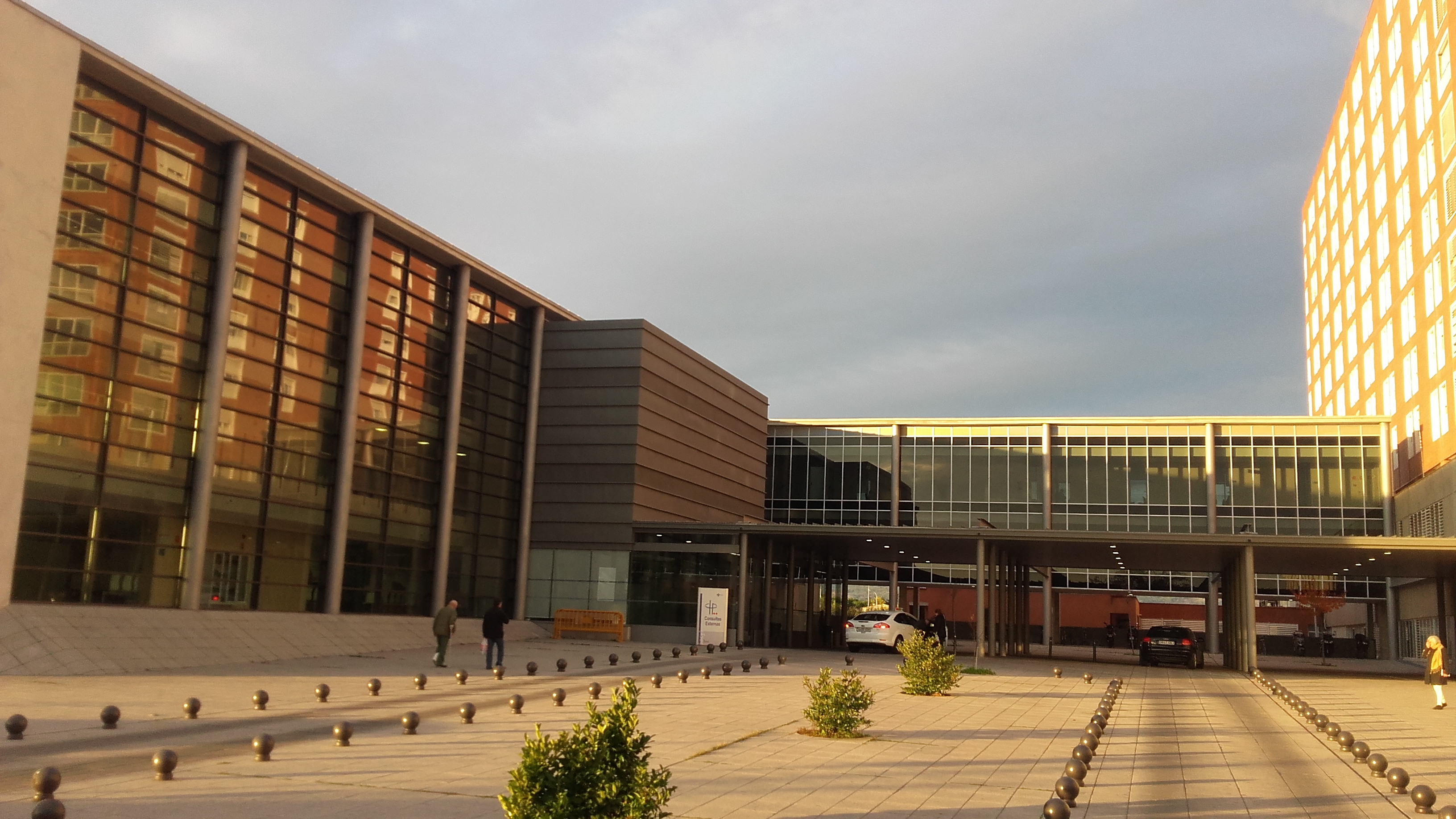
Edificio de consultas externas, inaugurado en 2010

La distribución de los distintos servicios médicos en las once plantas del hospital es la siguiente:
| Planta      | Servicio                                                                                              |
| ----------- | --- |
| Sótano      | Urgencias Farmacia Anatomía Patologíca                                                                |
| Planta Baja | Radiología Medicina Preventiva Prevención de Riesgos Laborales Hospital de día Rehabilitación         |
| Primera     | Medicina Intensiva Quirófanos Cirugía Mayor Ambulatoria y Reanimación Anális Clínicos y Microbiología |
| Segunda     | Pediatría                                                                                             |
| Tercera     | Urología Obstetricia y Ginecología                                                                    |
| Cuarta      | Cirugía General Obstetricia y Ginecología                                                             |
| Quinta      | Cirugía General Traumatología Otorrinolaringología Oftalmología Hematología                           |
| Sexta       | Traumatología                                                                                         |
| Séptima     | Medicina Interna                                                                                      |
| Octava      | Aparato digestivo Oncología                                                                           |
| Novena      | Cardiología Neurología                                                                                |
| Décima      | Nefrología Neumología                                                                                 |
| Undécima    | Medicina Interna Endocrinología y Nutrición Reumatología                                              |

## Accesos
El hospital, situado en la carretera de Villamuriel de Cerrato, es de fácil acceso desde el centro de la capital palentina, del que dista 1,5 km. Existen dos líneas de Autobuses Urbanos de Palencia que enlazan con el Hospital Río Carrión, con respectivas salidas desde el barrio del Cristo y desde el Hospital San Telmo. El autobús interurbano que une la capital con Villamuriel de Cerrato, tiene parada en el Hospital.